# FA Charity Shield 1930
Lo FA Charity Shield 1930, noto in italiano anche come Supercoppa d'Inghilterra 1930, è stata la 17ª edizione della Supercoppa d'Inghilterra.
Si è svolto l'8 ottobre 1930 allo Stamford Bridge di Londra tra lo Sheffield Wednesday, vincitore della First Division 1929-1930, e l'Arsenal, vincitore della FA Cup 1929-1930.
A conquistare il titolo è stato l'Arsenal che ha vinto per 2-1 con reti di Joe Hulme e David Jack nel corso del primo tempo.

## Partecipanti
| Squadre        | Qualificazione                           | Partecipazioni precedenti (il grassetto indica la vittoria) |
| -------------- | ---------------------------------------- | ----------------------------------------------------------- |
| Arsenal        | Vincitore della FA Cup 1929-1930         | Nessuna                                                     |
| Sheffield Weds | Vincitore della First Division 1929-1930 | Nessuna                                                     |

## Tabellino
| Londra 8 ottobre 1930                                       | Arsenal   | 2 – 1 referto  | Sheffield Wednesday | Stamford Bridge (18.000 spett.) |
| \| \| \| \| \| Hulme Jack \| Marcatori \| (rig.) Burgess \| |           |                |                     |                                 |
|                                                             |           |                |                     |                                 |
| Hulme Jack                                                  | Marcatori | (rig.) Burgess |                     |                                 |

### Formazioni
| Arsenal:        |    |                |
|                 |    |                |
| P               | 1  | Gerry Keyser   |
| D               | 2  | Tom Parker     |
| D               | 3  | Eddie Hapgood  |
| C               | 4  | Bill Seddon    |
| C               | 5  | Herbie Roberts |
| C               | 6  | Bob John       |
| A               | 7  | Joe Hulme      |
| A               | 8  | Jimmy Brain    |
| A               | 9  | Jack Lambert   |
| A               | 10 | David Jack     |
| A               | 11 | Cliff Bastin   |
| Allenatore:     |    |                |
| Herbert Chapman |    |                |

| Sheffield Weds: |    |                   |
|                 |    |                   |
| P               | 1  | Jack Brown        |
| D               | 2  | Tommy Walker      |
| D               | 3  | Ernest Blenkinsop |
| C               | 4  | Alfred Strange    |
| C               | 5  | Tony Leach        |
| C               | 6  | Charlie Wilson    |
| A               | 7  | Mark Hooper       |
| A               | 8  | Jimmy Seed        |
| A               | 9  | Jack Ball         |
| A               | 10 | Harry Burgess     |
| A               | 11 | Ellis Rimmer      |
| Allenatore:     |    |                   |
| Robert Brown    |    |                   |